# Estación de San Nazzaro
La estación de San Nazzaro es una estación ferroviaria de la localidad suiza de San Nazzaro, perteneciente a la comuna suiza de Gambarogno, en el Cantón del Tesino.

## Historia y situación
La estación de San Nazzaro fue inaugurada en el año 1882 con la puesta en servicio de la línea desde Cadenazzo hasta Luino, desde donde continúa hasta Novara.
Se encuentra ubicada en el borde norte del núcleo urbano de San Nazzaro, en el noroeste de la comuna de Gambarogno. Cuenta con dos andenes, uno central y otro lateral, a los que acceden dos vías pasantes.
En términos ferroviarios, la estación se sitúa en la línea Cadenazzo - Luino. Sus dependencias ferroviarias colaterales son la estación de Magadino-Vira hacia Cadenazzo y la estación de Gerra en dirección Luino.

## Servicios Ferroviarios
Los servicios ferroviarios de esta estación están prestados por SBB-CFF-FFS y por TiLo:

### TiLo
TiLo opera servicios ferroviarios de cercanías, llegando a la estación una línea de cercanías que permiten buenas comunicaciones con las principales ciudades del Cantón del Tesino así como la zona norte de Lombardía.
- S 30 Bellinzona - Cadenazzo - Luino - Gallarate - Busto Arsizio - Malpensa Aeropuerto